# Gerbaix
Gerbaix település Franciaországban, Savoie megyében. Lakosainak száma 445 fő (2022. január 1.). Gerbaix Marcieux, Novalaise, Sainte-Marie-d’Alvey, Saint-Pierre-d’Alvey és Saint-Genix-les-Villages községekkel határos.

## Népesség
A település népességének változása:
| Lakosok száma | 381  | 370  | 401  | 401  | 417  | 424  | 427  | 428  | 445  |
|               | 2013 | 2015 | 2016 | 2017 | 2018 | 2019 | 2020 | 2021 | 2022 |